# Хронологія світових рекордів на дистанції 100 метрів комплексним плаванням
У цій статті подано хронологію світових рекордів з плавання на дистанції 100 метрів комплексним плаванням. Ці рекорди реєструє/визнає Міжнародна федерація плавання (ФІНА), яка наглядає за міжнародними змаганнями з водних видів спорту. У цій дисципліні рекорди встановлюють тільки на короткій воді (25 м).
Різке поліпшення світових рекордів у 2008/2009 роках збіглося в часі з запровадженням поліуретанових плавальних костюмів фірм Speedo (LZR, 50% поліуретану) 2008 року та Arena (X-Glide), Adidas (Hydrofoil), Jaked (всі зі 100% поліуретану) 2009 року. У січні 2010 ФІНА заборонила плавальні костюми зроблені з будь-якого матеріалу окрім текстилю. Крім того, FINA опублікувала список дозволених плавальних костюмів.

## Коротка вода (25 м)

### Чоловіки
| #    | Час   |    | Ім'я              | Країна    | Дата              | Змагання                 | Місце                                         | Пос.   |
| ---- | ----- | -- | ----------------- | --------- | ----------------- | ------------------------ | --------------------------------------------- | ------ |
| 1    | 54.66 |    | Йозеф Гладкий     | Німеччина | 16 березня 1991   | Кубок світу FINA         | Бонн, Німеччина                               | [ 2 ]  |
| 2    | 53.78 |    | Яні Сієвінен      | Фінляндія | 21 листопада 1992 | Чемпіонат Європи         | Еспоо, Фінляндія                              | [ 3 ]  |
| 2=   | 53.78 |    | Яні Сієвінен      | Фінляндія | 24 січня 1996     | Кубок світу              | Шеффілд, Об'єднане Королівство                | [ 4 ]  |
| 3    | 53.10 |    | Яні Сієвінен      | Фінляндія | 30 січня 1996     | Кубок світу              | Мальме, Швеція                                | [ 3 ]  |
| 4    | 52.79 |    | Ніл Вокер         | США       | 18 березня 2000   | Чемпіонат світу          | Афіни, Греція                                 | [ 5 ]  |
| 5    | 52.63 | пф | Петер Манкоч      | Словенія  | 15 грудня 2001    | Чемпіонат Європи         | Антверпен, Бельгія                            | [ 6 ]  |
| 6    | 52.58 |    | Томас Руппрат     | Німеччина | 25 січня 2003     | Кубок світу              | Берлін, Німеччина                             | [ 7 ]  |
| 7    | 52.51 |    | Роланд Шуман      | ПАР       | 18 січня 2005     | Кубок світу              | Стокгольм, Швеція                             | [ 8 ]  |
| 8    | 52.11 |    | Рейк Нетлінг      | ПАР       | 22 січня 2005     | Кубок світу              | Берлін, Німеччина                             | [ 9 ]  |
| 9    | 52.01 |    | Рейк Нетлінг      | ПАР       | 26 січня 2005     | Кубок світу              | Москва, Росія                                 |        |
| 10   | 51.52 |    | Рейк Нетлінг      | ПАР       | 11 лютого 2005    | Кубок світу              | Іст-Медоу (Нью-Йорк), Сполучені Штати Америки | [ 10 ] |
| 11   | 51.25 | пф | Раян Лохте        | США       | 12 квітня 2008    | Чемпіонат світу          | Манчестер, Об'єднане Королівство              | [ 11 ] |
| 12   | 51.15 |    | Раян Лохте        | США       | 13 квітня 2008    | Чемпіонат світу          | Манчестер, Об'єднане Королівство              | [ 12 ] |
| 13   | 50.95 | пз | Сергій Фесіков    | Росія     | 14 листопада 2009 | Кубок світу              | Берлін, Німеччина                             | [ 13 ] |
| 14   | 50.76 | пф | Петер Манкоч      | Словенія  | 12 грудня 2009    | Чемпіонат Європи         | Стамбул, Туреччина                            | [ 14 ] |
| 15   | 50.71 | пф | Раян Лохте        | США       | 15 грудня 2012    | Чемпіонат світу          | Стамбул, Туреччина                            |        |
| 16   | 50.66 |    | Маркус Дайблер    | Німеччина | 7 грудня 2014     | Чемпіонат світу          | Доха, Катар                                   | [ 15 ] |
| 17   | 50.60 |    | Володимир Морозов | Росія     | 26 серпня 2016    | Кубок світу              | Шартр, Франція                                | [ 16 ] |
| 18   | 50.30 |    | Володимир Морозов | Росія     | 30 серпня 2016    | Кубок світу              | Берлін, Німеччина                             | [ 17 ] |
| 19.1 | 50.26 |    | Володимир Морозов | Росія     | 28 вересня 2018   | Кубок світу              | Ейндговен, Нідерланди                         | [ 18 ] |
| 19.2 | 50.26 | =  | Володимир Морозов | Росія     | 9 листопада 2018  | Кубок світу              | Токіо, Японія                                 | [ 19 ] |
| 20   | 49.88 |    | Кайлеб Дрессел    | США       | 16 листопада 2020 | Міжнародна ліга плавання | Будапешт, Угорщина                            | [ 20 ] |
| 21   | 49.28 |    | Кайлеб Дрессел    | США       | 22 листопада 2020 | Міжнародна ліга плавання | Будапешт, Угорщина                            | [ 21 ] |

### Жінки
| #   | Час     |    | Ім'я              | Країна     | Дата              | Змагання                             | Місце                                         | Пос.   |
| --- | ------- | -- | ----------------- | ---------- | ----------------- | ------------------------------------ | --------------------------------------------- | ------ |
| WBT | 1:02.75 |    | Маріон Цоллер     | Німеччина  | 30 березня 1991   | Кубок світу                          | Шеффілд, Велика Британія                      |        |
| 1   | 1:01.61 |    | Лінь Лі           | КНР        | 29 лютого 1992    | Кубок світу                          | Пальма (місто), Іспанія                       |        |
| 2   | 1:01.03 |    | Луїза Карлссон    | Швеція     | 22 листопада 1992 | Чемпіонат Європи на короткій воді    | Еспоо, Фінляндія                              |        |
|     | 1:01.03 | =  | Луїза Карлссон    | Швеція     | 26 січня 1997     | Кубок світу                          | Мальме, Швеція                                | [ 22 ] |
| 3   | 1:00.60 |    | Ху Сяовень        | КНР        | 26 лютого 1998    | Кубок світу                          | Пекін, Китай                                  | [ 23 ] |
| 4   | 1:00.43 |    | Мартіна Моравцова | Словаччина | 12 грудня 1998    | Чемпіонат Європи на короткій воді    | Шеффілд, Об'єднане Королівство                | [ 24 ] |
| 5   | 1:00.41 |    | Дженні Томпсон    | США        | 16 січня 1999     | Кубок світу                          | Сідней, Австралія                             | [ 25 ] |
| 6   | 1:00.35 | пз | Мартіна Моравцова | Словаччина | 2 квітня 1999     | Чемпіонат світу на короткій воді     | Гонконг, Китай                                | [ 26 ] |
| 7   | 59.30   | пз | Дженні Томпсон    | США        | 2 квітня 1999     | Чемпіонат світу на короткій воді     | Гонконг, Китай                                | [ 26 ] |
| 8   | 58.80   |    | Наталі Коглін     | США        | 23 листопада 2002 | Кубок світу                          | Іст-Медоу (Нью-Йорк), Сполучені Штати Америки | [ 27 ] |
| 9   | 58.54   |    | Емілі Сібом       | Австралія  | 10 серпня 2009    | Чемпіонат Австралії на короткій воді | Гобарт, Австралія                             | [ 28 ] |
| 10  | 58.51   | пз | Тереза Альсгаммар | Швеція     | 17 жовтня 2009    | Кубок світу                          | Дурбан, Південно-Африканська Республіка       | [ 29 ] |
| 11  | 58.40   |    | Чжао Цзін         | КНР        | 11 листопада 2009 | Кубок світу                          | Стокгольм, Швеція                             | [ 30 ] |
| 12  | 57.74   |    | Гінкелін Схредер  | Нідерланди | 15 листопада 2009 | Кубок світу                          | Берлін, Німеччина                             | [ 31 ] |
| 13  | 57.73   | пз | Катінка Хоссу     | Угорщина   | 8 серпня 2013     | Кубок світу                          | Ейндговен, Нідерланди                         | [ 32 ] |
| 14  | 57.50   |    | Катінка Хоссу     | Угорщина   | 8 серпня 2013     | Кубок світу                          | Ейндговен, Нідерланди                         |        |
| 15  | 57.45   | пз | Катінка Хоссу     | Угорщина   | 11 серпня 2013    | Кубок світу                          | Берлін, Німеччина                             |        |
| 16  | 57.25   | пз | Катінка Хоссу     | Угорщина   | 28 серпня 2014    | Кубок світу                          | Доха, Катар                                   |        |
| 17  | 56.86   | пз | Катінка Хоссу     | Угорщина   | 1 вересня 2014    | Кубок світу                          | Дубай, Об'єднані Арабські Емірати             |        |
| 18  | 56.70   |    | Катінка Хоссу     | Угорщина   | 5 грудня 2014     | Чемпіонат світу на короткій воді     | Доха, Катар                                   |        |
| 19  | 56.67   |    | Катінка Хоссу     | Угорщина   | 4 грудня 2015     | Чемпіонат Європи на короткій воді    | Нетанья, Ізраїль                              | [ 33 ] |
| 20  | 56.51   |    | Катінка Хоссу     | Угорщина   | 7 серпня 2017     | Кубок світу                          | Берлін, Німеччина                             | [ 34 ] |
| 21  | 55,98   | tt | Гретхен Волш      | США        | 18 жовтня 2024    | Virginia vs Florida Dual Meet        | Шарлоттсвіль, Сполучені Штати Америки         |        |

## Найкращі 25 за увесь час

### Чоловіки
- Актуально станом на грудень 2023[36]

| Міс. | Час   | Плавець                    | Дата              | Місце     | Пос.   |
| ---- | ----- | -------------------------- | ----------------- | --------- | ------ |
| 1    | 49.28 | Кайлеб Дрессел (USA)       | 22 листопада 2020 | Будапешт  |        |
| 2    | 50.26 | Володимир Морозов (RUS)    | 28 вересня 2018   | Ейндговен |        |
| 2    | 50.26 | Володимир Морозов (RUS)    | 9 листопада 2018  | Токіо     |        |
| 3    | 50.63 | Климент Колесников (RUS)   | 14 грудня 2018    | Ханчжоу   |        |
| 4    | 50.66 | Маркус Дайблер (GER)       | 7 грудня 2014     | Доха      |        |
| 5    | 50.71 | Раян Лохте (USA)           | 15 грудня 2012    | Стамбул   |        |
| 6    | 50.76 | Петер Манкоч (SLO)         | 12 грудня 2009    | Стамбул   |        |
| 7    | 50.95 | Сергій Фесіков (RUS)       | 14 листопада 2009 | Берлін    |        |
| 7    | 50.95 | Марко Орсі (ITA)           | 7 листопада 2021  | Казань    | [ 37 ] |
| 9    | 50.96 | Флоран Маноду (FRA)        | 7 грудня 2013     | Діжон     |        |
| 10   | 50.97 | Томас Чеккон (ITA)         | 16 грудня 2022    | Мельбурн  | [ 38 ] |
| 11   | 51.03 | Шейн Касас (USA)           | 29 жовтня 2022    | Торонто   | [ 39 ] |
| 12   | 51.05 | Герхард Зандберг (RSA)     | 14 листопада 2009 | Берлін    |        |
| 12   | 51.05 | Хав'єр Асеведо (CAN)       | 16 грудня 2022    | Мельбурн  | [ 38 ] |
| 14   | 51.10 | Фінлай Нокс (CAN)          | 16 грудня 2022    | Мельбурн  | [ 38 ] |
| 12   | 51.14 | Марцін Цесляк (POL)        | 16 листопада 2020 | Будапешт  |        |
| 12   | 51.14 | Емре Сакчи (TUR)           | 23 грудня 2023    | Стамбул   | [ 40 ] |
| 17   | 51.15 | Джордж Бовелл (TTO)        | 7 серпня 2013     | Ейндговен |        |
| 18   | 51.16 | Майкл Ендрю (USA)          | 15 листопада 2018 | Сінгапур  |        |
| 19   | 51.19 | Кеннет То (AUS)            | 20 жовтня 2013    | Катар     |        |
| 20   | 51.20 | Дуже Драганья (CRO)        | 13 грудня 2009    | Стамбул   |        |
| 21   | 51.29 | Сето Дайя (JPN)            | 28 жовтня 2021    | Казань    | [ 41 ] |
| 22   | 51.30 | Хаґіно Косуке (JPN)        | 7 грудня 2014     | Катар     |        |
| 23   | 51.33 | Фудзіморі Хіромаса (JPN)   | 30 серпня 2016    | Берлін    |        |
| 24   | 51.35 | Томое Дзенімото Гвас (NOR) | 19 грудня 2021    | Абу-Дабі  | [ 42 ] |
| 25   | 51.39 | Бернгард Райтсгаммер (AUT) | 10 грудня 2023    | Отопень   | [ 43 ] |

#### Нотатки
Нижче подано список інших часів, однакових або кращих за 51.39:
- Кайлеб Дрессел проплив ще за 49.88 (2020), 50.48 (2020), 50.68 (2021), 50.74 (2021), 51.01 (2021), 51.11 (2020), 51.27 (2020), 51.36 (2020).
- Володимир Морозов проплив ще за  50.30 (2016), 50.31 (2018), 50.32 (2018), 50.33 (2016), 50.36 (2017), 50.49 (2017), 50.55 (2016), 50.60 (2016), 50.70 (2016), 50.81 (2014), 50.84 (2018), 50.97 (2013), 51.03 (2016), 51.04 (2017), 51.05 (2016), 51.06 (2016), 51.13 (2013), 51.20 (2013), 51.36 (2013), 51.38 (2017).
- Раян Лохте проплив ще за 50.81 (2010), 50.86 (2010), 51.15 (2008), 51.21 (2012), 51.24 (2014), 51.25 (2008).
- Сергій Фесіков проплив ще за 50.96 (2009), 51.22 (2017), 51.29 (2009), 51.30 (2019), 51.35 (2009, 2014).
- Марко Орсі проплив ще за 51.03 (2018).
- Шейн Касас проплив ще за 51.04 (2022), 51.36 (2022).
- Климент Колесников проплив ще за 51.09 (2021), 51.15 (2019), 51.31 (2021), 51.33 (2021), 51.35 (2018).
- Марцін Цесляк проплив ще за 51.17 (2020), 51.36 (2020).
- Джордж Бовелл проплив ще за 51.20 (2012).
- Кеннет То проплив ще за 51.21 (2013), 51.31 (2013), 51.38 (2012).
- Майкл Ендрю проплив ще за 51.22 (2022).
- Хав'єр Асеведо проплив ще за 51.38 (2022).
- Томое Дзенімото Гвас проплив ще за 51.39 (2021).

### Жінки
- Актуально станом на грудень 2023[44]

| Міс. | Час   | Плавчиня                  | Дата              | Місце     | Пос.   |
| ---- | ----- | ------------------------- | ----------------- | --------- | ------ |
| 1    | 56.51 | Катінка Хоссу (HUN)       | 7 серпня 2017     | Берлін    |        |
| 2    | 57.10 | Сара Шестрем (SWE)        | 2 серпня 2017     | Москва    |        |
| 3    | 57.30 | Беріль Гастальделло (FRA) | 22 листопада 2020 | Будапешт  |        |
| 4    | 57.47 | Шарлотт Бонне (FRA)       | 7 грудня 2023     | Отопень   | [ 45 ] |
| 5    | 57.53 | Алісія Кауттс (AUS)       | 10 листопада 2013 | Токіо     |        |
| 5    | 57.53 | Марріт Стінберген (NED)   | 16 грудня 2022    | Мельбурн  | [ 46 ] |
| 7    | 57.59 | Шівон-Марі О'Коннор (GBR) | 3 грудня 2015     | Нетанья   |        |
| 7    | 57.59 | Марія Камєнєва (RUS)      | 6 грудня 2019     | Глазго    |        |
| 7    | 57.59 | Анастасія Шкурдай (BLR)   | 22 листопада 2020 | Будапешт  |        |
| 10   | 57.68 | Рута Мейлутіте (LTU)      | 14 грудня 2013    | Гернінг   |        |
| 10   | 57.68 | Луїс Ганссон (SWE)        | 16 грудня 2022    | Мельбурн  | [ 46 ] |
| 12   | 57.72 | Беата Нелсон (USA)        | 4 грудня 2021     | Ейндговен | [ 47 ] |
| 13   | 57.74 | Гінкелін Схредер (NED)    | 15 листопада 2009 | Берлін    |        |
| 14   | 57.75 | Ікее Рікако (JPN)         | 15 листопада 2017 | Токіо     |        |
| 15   | 57.77 | Імай Руна (JPN)           | 14 грудня 2018    | Ханчжоу   |        |
| 16   | 57.80 | Кайла Санчес (CAN)        | 21 грудня 2018    | Лозанна   |        |
| 16   | 57.80 | Анастасія Горбенко (ISR)  | 19 грудня 2021    | Абу-Дабі  | [ 48 ] |
| 18   | 57.82 | Аліція Тхуж (POL)         | 4 листопада 2021  | Казань    | [ 49 ] |
| 19   | 57.84 | Алія Аткінсон (JAM)       | 27 серпня 2016    | Шартр     |        |
| 20   | 57.94 | Мелані Маргаліс (USA)     | 27 жовтня 2020    | Будапешт  |        |
| 21   | 57.97 | Емілі Сібом (AUS)         | 9 грудня 2016     | Віндзор   |        |
| 22   | 58.02 | Кеті Мейлі (USA)          | 31 серпня 2016    | Берлін    |        |
| 22   | 58.02 | Кетлін Бейкер (USA)       | 4 жовтня 2018     | Будапешт  |        |
| 24   | 58.09 | Тереза Альсгаммар (SWE)   | 22 листопада 2009 | Сінгапур  |        |
| 25   | 58.16 | Еббі Вуд (GBR)            | 27 жовтня 2020    | Будапешт  |        |

#### Нотатки
Нижче подано список інших часів, однакових або кращих за 58.16:
- Катінка Хоссу пропливла ще за 56.67 (2015), 56.70 (2014), 56.75 (2017), 56.86 (2014), 56.97 (2017), 56.99 (2014, 2017), 57.02 (2017), 57.05 (2018), 57.06 (2018), 57.09 (2017), 57.12 (2016), 57.18 (2018), 57.24 (2016), 57.25 (2014, 2018), 58.26 (2017, 2018), 57.34 (2014), 57.36 (2017, 2019), 57.38 (2020), 57.44 (2018), 57.45 (2013), 57.47 (2016), 57.49 (2015), 57.50 (2013, 2017), 57.52 (2015), 57.53 (2013, 2016), 57.56 (2018) and 57.73 (2013).
- Сара Шестрем пропливла ще за 57.28 (2018), 57.30 (2017), 57.46 (2021), 57.49 (2018), 57.60 (2017), 57.92 (2021), 58.05 (2021).
- Беріль Гастальделло пропливла ще за 57.43 (2020), 57.63 (2022), 57.67 (2023), 57.82 (2022), 57.96 (2021).
- Беата Нелсон пропливла ще за 57.81 (2022), 57.90 (2021), 58.03 (2020).
- Марія Камєнєва пропливла ще за 57.83 (2021), 58.15 (2021).
- Анастасія Горбенко пропливла ще за 57.90 (2020, 2021), 57.91 (2020), 57.97 (2021).
- Шарлотт Бонне пропливла ще за 57.95 (2023).
- Луїс Ганссон пропливла ще за 57.98 (2022), 58.12 (2022).
- Алія Аткінсон пропливла ще за 58.04 (2016).
- Марріт Стінберген пропливла ще за 58.15 (2020, 2021).